# Tschuggen
Tschuggen är ett berg på gränsen mellan kommunerna Grindelwald och Lauterbrunnen i kantonen Bern i Schweiz. Det är beläget i Bernalperna, cirka 55 kilometer sydost om huvudstaden Bern. Berget ligger mellan Wengen och Grindelwald, norr om Kleine Scheidegg. Toppen på Tschuggen är 2 521 meter över havet.